# Велик Синедрион
Вижте пояснителната страница за други значения на Синедрион.
Великият Синедрион е еврейски Върховен управителен орган, свикан за Европа от Наполеон I в опит за възстановяване на античния еврейски Синедрион в контекста на катаклизмите обхванали европейския континент след Великата Френска революция и започналите Наполеонови войни.
Великият Синедрион осъществява ролята на законодателен орган и на съдебна власт по отношение на евреите в Европа.

## Предистория
Още през март 1798 г. Бонапарт пристигайки в Александрия прокламира, че учредява съвет на евреите в Египет и длъжност „първосвещеник“, надявайки се на еврейска помощ за превземането на Акя, като бъдещия френски император планува от Йерусалим да оповести друга прокламация с която да призове към създаването на независима еврейска държава.

## История
Завръщайки се след Египетския поход във Франция, Наполеон целейки да привлече евреите за своята кауза след битката при Аустерлиц, свиква на 26 юли 1806 г. чрез своя министър на вероизповеданията Порталис събрание от 111 делегати – еврейски търговци и равини от различни части на Европа. Задачата на събора е евреите сами да определят кое в юдаизма е свързано с богословието, кое с политиката и да преценят как практикуването на юдаизма може да доведе до съвместимост с лоялността към държавата в която живеят евреите.
През септември 1806 г. Метерних, по това време посланик на Австрия в Париж, пише до граф Стадион – министър на външните работи на Австрийската империя: „Всички евреи приемат Наполеон за техен Месия“, което е знак към австрийската полиция да започне следенето на евреите в страната за извършването на шпионаж в полза на Франция.
На 9 февруари 1807 година под името Синедрион 71-ма отговорни евреи от Франция и Италия (предимно търговци и финансисти) започват обсъждане на текстовете на 4 еврейски декрета. Съветническа роля в законодателния процес играе равина Давид Зинтесхайм – най-големия авторитет в талмудските тълкувания. След близо година дискусии на 17 март и 20 юли 1808 година са публикувани 4-те еврейски декрета които влизат в сила за цялата Френска империя.